# Miron Białoszewski
Miron Białoszewski [bjauoševski] (30. června 1922 – 17. června 1983), byl polský básník, prozaik a dramatik.

## Život a dílo
Narodil se 30. července 1922 ve Varšavě. Když se rozpoutala 2. světová válka, byl v třetí třídě gymnázia. Během okupace složil maturitu a začal studovat polonistiku na ilegální Varšavské univerzitě, které však - kvůli válce - absolvovat nemohl. Po kapitulaci Varšavského povstání byl s otcem odvezen na nucené práce do opolského kraje, který tehdy byl částí říše. Po konci války se vrátil do hlavního města.
K jeho básnickému debutu došlo v roce 1955, a rok později se ukázala první sbírka jeho tvorby. Rovněž roku 1955 založil a vedl experimentální divadlo Teatr na Tarczyńskiej, jehož zkoušky a soukromé inscenace amatérsky natáčel. Během dalších deseti let se stal dost slavným a díky protekci známých osobnosti dostal byt, v kterém bydlel se svým dlouholetým partnerem – Leszkiem Solińským. V roce 1970 vyšlo jeho nejvýznamnější dílo – „Památník z Varšavského povstání“ („Pamiętnik z powstania warszawskiego“). Popsal v něm na velmi jednoduchý, obyčejný způsob noční můru, hrůzu pokusu varšavských obyvatelů ukázat okupantovi sílu Poláků, jejich víru ve svobodu.

Rád psal krátké básně, stručné texty – věřil, že jen takové jsou důležité. Měl dost divný přístup k lidem – na jedné straně je neměl rád, na druhé straně nemohl bez nich žít. Když tvořil, musel být sám; vadilo mi sluneční světlo, veškeré zvuky, hlasy. Žil ve svém, jen jemu známém světě – během povstání se naučil nejist – jedl jen, když opravdu musel, hlavně sladkosti. Často byl nemocný. Třetí infarkt byl pro něho smrtelný – 17. června 1983 byl nalezen mrtvý. Je pochován na hřbitově 'Cmentarz Powązkowski' ve Varšavě.

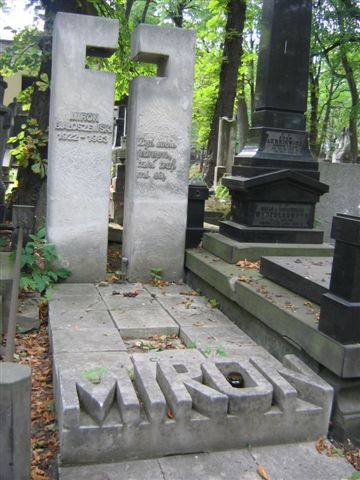
Hrob Mirona Białoszewskiho ve Varšavě.

Ve svém díle hodně používal humor a sebeironii. Snažil se využívat bohatosti jazyka.
V roce 2007 přišel do kin film Andrzeje Barańského „Pár osob, krátkej čas“ („Parę osób, mały czas“), vyprávějící o přátelství básníka s Jadvigou Stańczakovou – nevidomou žurnalistkou a spisovatelkou.
V roce 2012 vydalo krakovské nakladatelství Znak jeho "Tajný deník" ("Tajny dziennik"), z něhož je zřejmá autorova homoerotická orientace.

## České překlady děl Mirona Białoszewského
- Seznam děl v Souborném katalogu ČR, jejichž autorem nebo tématem je Miron Białoszewski
- Památník z Varšavského povstání. Přeložila a doslov napsala Daniela Lehárová. Praha: Odeon 1987
- M'ironie [básně]. Vybral, přeložil a doslov napsal Josef Vlásek. Praha: Odeon 1988
- Světová Literatura 1966/2, 33-45, “Miron Białoszewski. Pokus o přizpůsobení” [17 básní ] Přeložila Viola Fischerová